# 前田雄大
前田 雄大（まえだ ゆうだい、1984年2月 - ）は、脱炭素を専門にするエネルギー・アナリスト。
元外務省職員。愛称・通称は「ゆーだい」。世界で一番脱炭素に熱い男がキャッチフレーズ。
現在は、株式会社シグマクシスで脱炭素領域のコンサルタントとして活動する傍ら、GXチャンネルにて情報を配信している。

## 来歴
2007年、東京大学経済学部経営学科を卒業後、外務省入省。開発協力、原子力、大臣官房業務などを経て、2017年から気候変動を担当。G20大阪サミットの成功に貢献。パリ協定に基づく成長戦略をはじめとする各種国家戦略の調整も担当。
2020年より、日本経済研究センターと日本経済新聞社が共同で立ち上げた中堅・若手世代による政策提言機関「富士山会合ヤング・フォーラム」のフェローとしても活動。自身が編集長を務める脱炭素メディア「EnergyShift」、YouTubeチャンネル「エナシフTV」で情報を発信している。
2022年4月より、株式会社シグマクシスに入社。

## 人物
YouTubeチャンネル「エナシフTV」での肩書は「世界一脱炭素に熱い男」。エネルギッシュで小気味いい語り口は画面越しでも熱が伝わる。外交官時代の知見に裏付けされた分析力が武器。
去年2月東京・文京区のマンションから群馬県みなかみ町に移住した。屋根の上の太陽光パネルで発電した電力を売りローンの一部をまかなっている。妻と娘の3人で暮らしている。週4日は東京で一人暮らしをし週末はみなかみ町で家族と過ごす2拠点移住を開始。妻は自宅でテレワーク。夫婦はともに元外務省の官僚。雄大さんは「中央官庁はかなり仕事が忙しくて。何より妻が東京にいたときより楽しそうに生活しているのが自分にとっては移住してみて良かったのかなと思います」と話した。

## メディア出演

### テレビ番組
- 所さんの学校では教えてくれないそこんトコロ！（2020年8月28日｜BSテレ東）
- Nスタ（2000年9月30日｜TBS）
- みんなどうしてる? withコロナの住まいの選択（2021年7月14日｜NHK）

### インターネット配信番組
- 変わる報道番組#アベプラ（2021年5月5日、ABEMA）
- ここがヘンだよ総裁選 外国人ジャーナリストが斬る（2021年9月9日｜ABEMA）

### 取材・寄稿
- 「世界一“脱炭素”に熱い」元外交官の挑戦（2021年5月27日、日本テレビ）
- ｢大逆転はここから始まる｣トヨタがEVより"水素車"にこだわる本当の理由（2021年5月29日、プレジデントオンライン）
- こうして省エネ先進国だった日本は脱炭素後進国になった。原発と高性能火力に固執した理由（2021年6月8日｜Business Insider Japan）
- ｢中韓を抜いて世界一に｣アップルカーも採用を検討する"日の丸蓄電池"のすごい性能（2021年6月29日｜プレジデントオンライン）
- ｢電気代は2030年まで毎年必ず高くなる｣毎月こっそり徴収される"隠れ税金"の正体（2021年8月23日｜プレジデントオンライン）
- これからの生活様式に｢クルマはEV｣という選択がふさわしい理由（2021年8月30日｜Business Insider Japan）
- 「再エネのGAFA」は日本が勝ち取る（2021年9月1日｜潮流社）
- ｢記者会見のたびに支持率が落ちた｣それでも菅首相が"あの言葉遣い"を続けたワケ（2021年9月16日｜プレジデントオンライン）
- サステナブル活動とゴルフ（2021年9月21日｜ゴルフダイジェスト社）
- 前田雄大さん＝脱炭素をユーチューブで熱く伝える元外交官（2021年9月30日｜毎日新聞）
- 【私の視点】脱炭素、政府がぶれれば民間は動けない（2021年10月19日｜西日本新聞）

### 講演
- ビジネスから日本を変える『脱炭素戦略』（2021年9月13日｜日本経済新聞社）

### CM
- しろくま電力（ぱわー）（2021年9月｜株式会社afterFIT）